# 프란츠 로고프스키
프란츠 로고프스키(독일어: Franz Rogowski, 1986년 2월 2일 ~ )는 독일의 배우이다.

## 출연 작품
- 베일리와 버드 (2024)
- 거대한 자유 (2021)
- 운디네 (2020)
- 히든 라이프 (2019)
- 라데군트 (2018)
- 트랜짓 (2018)
- 인 디 아일 (2018)
- 배드 벅스 (2017)
- 타이거 걸 (2017)
- 해피엔드 (2017)
- 빅토리아 (2015)
- 러브 스테이크 (2013)